# Баните
Баните (болг. Баните) — село в Болгарии. Находится в Смолянской области, входит в общину Баните. Население составляет 1 500 человек.

## Политическая ситуация
Баните подчиняется непосредственно общине